# هالة الحلمة

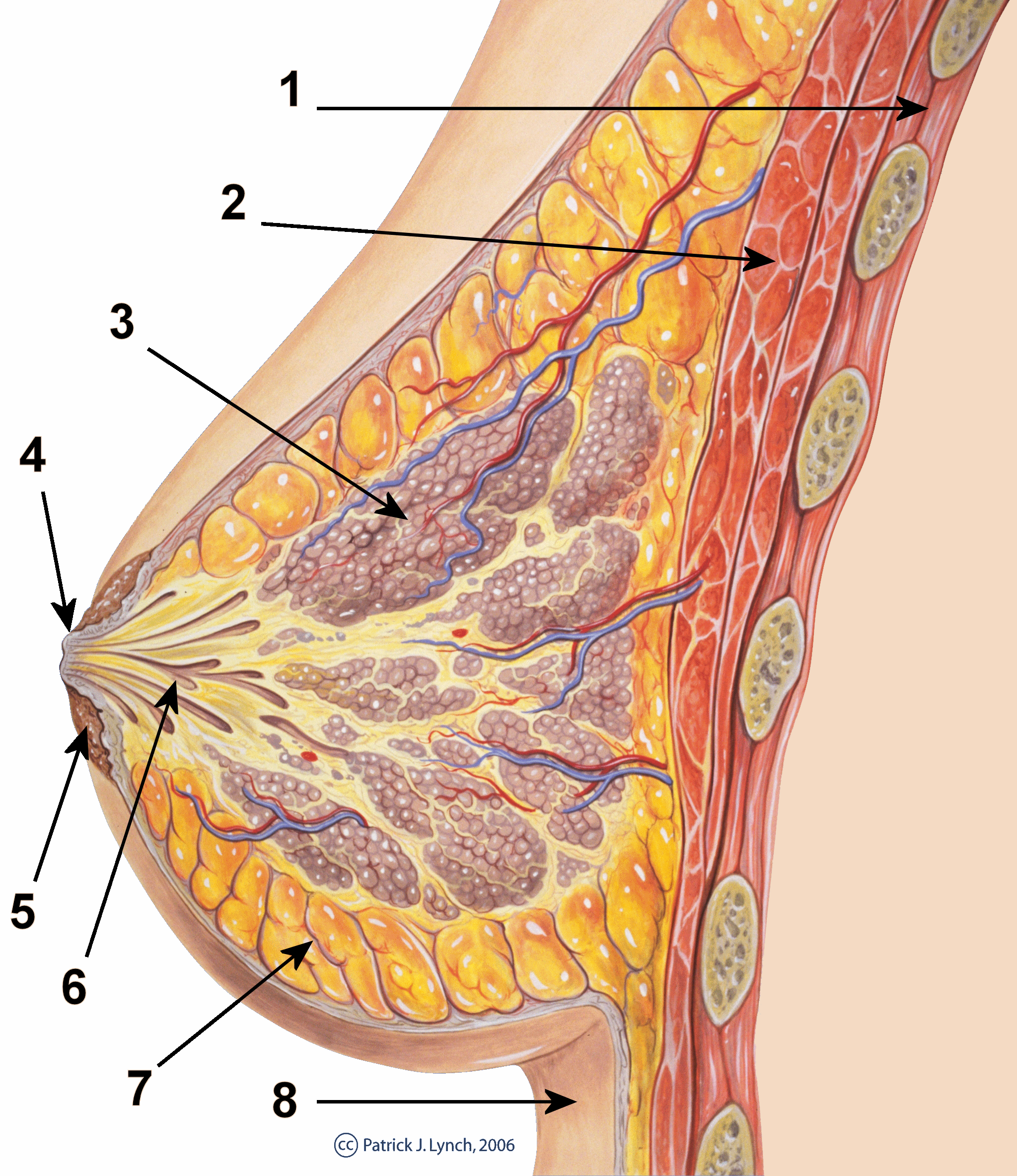
تشريح الثدي

هالة الحلمة أو هالة حلمة الثدي أو  اللَّعْوَة أو هالة الثدي أو سعدانة الثدي أو اللُّمعة (باللاتينية: Areola mammae) (بالإنجليزية: Areola) هي الجزء الدائري من الجلد الذي يحيط بالحلمة في ثدي أو ثَنْدُوَة الإنسان، وهي ذات لون أغمق من لون الجلد المحيط بها.